# Харо
Харо (англ. Haro) — река в пакистанской провинции Хайбер-Пахтунхве. В риг-веде называется Арджикия (Arjikiya).
Протекает недалеко от города Абботтабад. На реке построена плотина Ханпур, снабжающая водой столицу страны Исламабад. Впадает в реку Инд около плотины гидроэлектростанции Ghazi Barotha, в 30 км южнее города Атток. Не судоходна.